# Дам
Дам (узб. Dam, Дам) — міське селище в Узбекистані, у Чиракчинському районі Кашкадар'їнської області.
Статус міського селища з 2009 року.